# عقاب نسارية

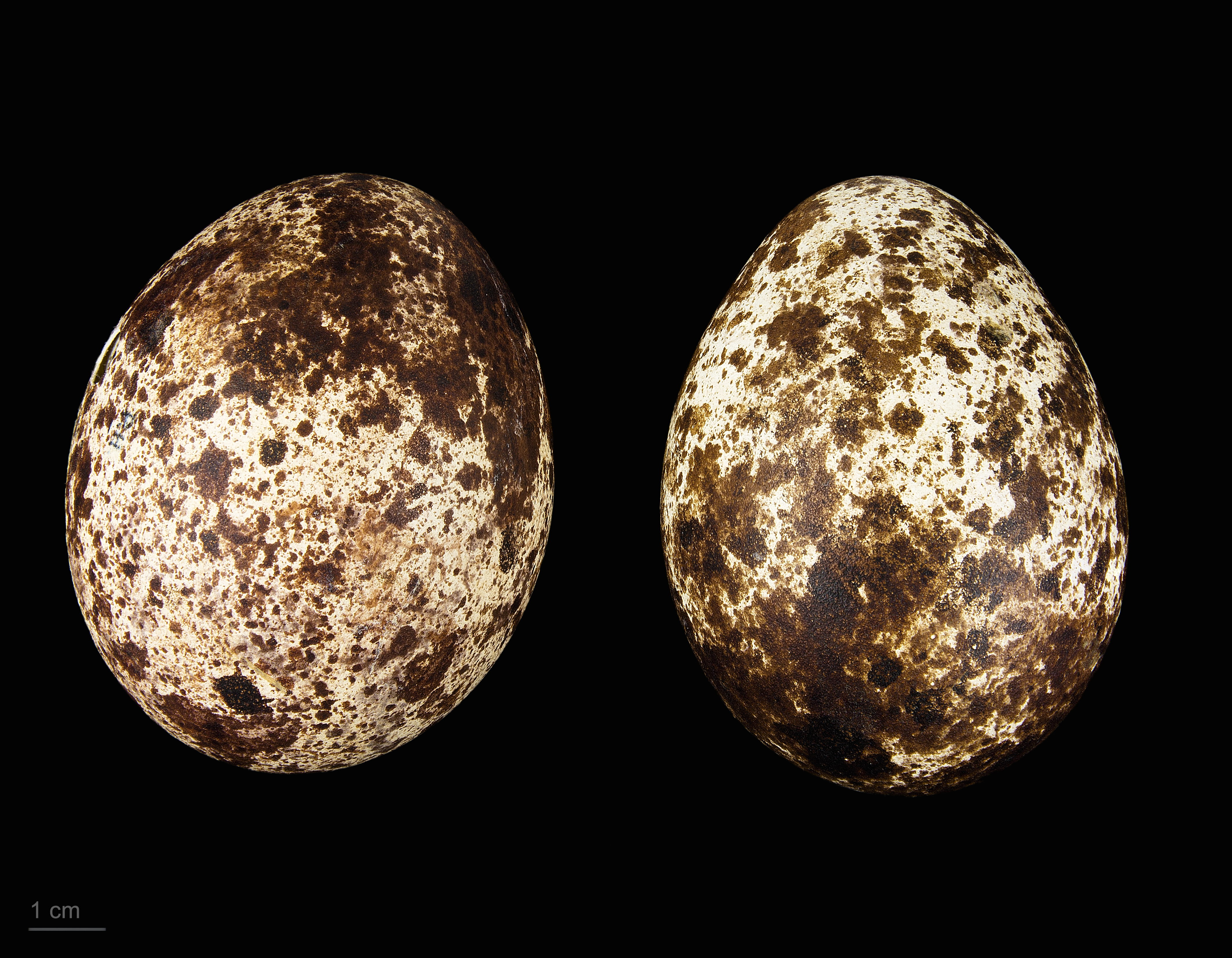
Pandion haliaetus

العُقَابُ النُّسَارِيَّةُ أو العُقَابُ النُّسَارِيُّ أو عقاب أو السُّرنوف الصياد أو السُّرنوف البحري (بالإنجليزية: Osprey) (باللاتينية: Pandion haliaetus) هو طير جارح من رتبة بازيات الشكل من فصيلة العقبان النسارية، يتميز بتكيفه العالي لصيد السمك. يمكن للقليل من الطيور الجارحة الأخرى أن تنافسه في مهارته بصيد السُّمُوك.
الحدأة البرهمية الرشيقة قريب أصغر للجوارح البحري وتوجد في المناطق نفسها من العالم وقد أخذت اسمها من كهانة الطبقة البرهمية ولذا فهي موضع تقديس في الهند، يكثر وجودها على طول الساحل الشمالي لاستراليا حيث تسمى غالبًا النورس البحري الأحمر الظهر، توجد طيور الحدأة البرهمية قرب مصبات الأنهار والمرافئ والمدن الساحلية وتعشعش على أشجار المانجرو وفي الغابات المفتوحة وراءها.

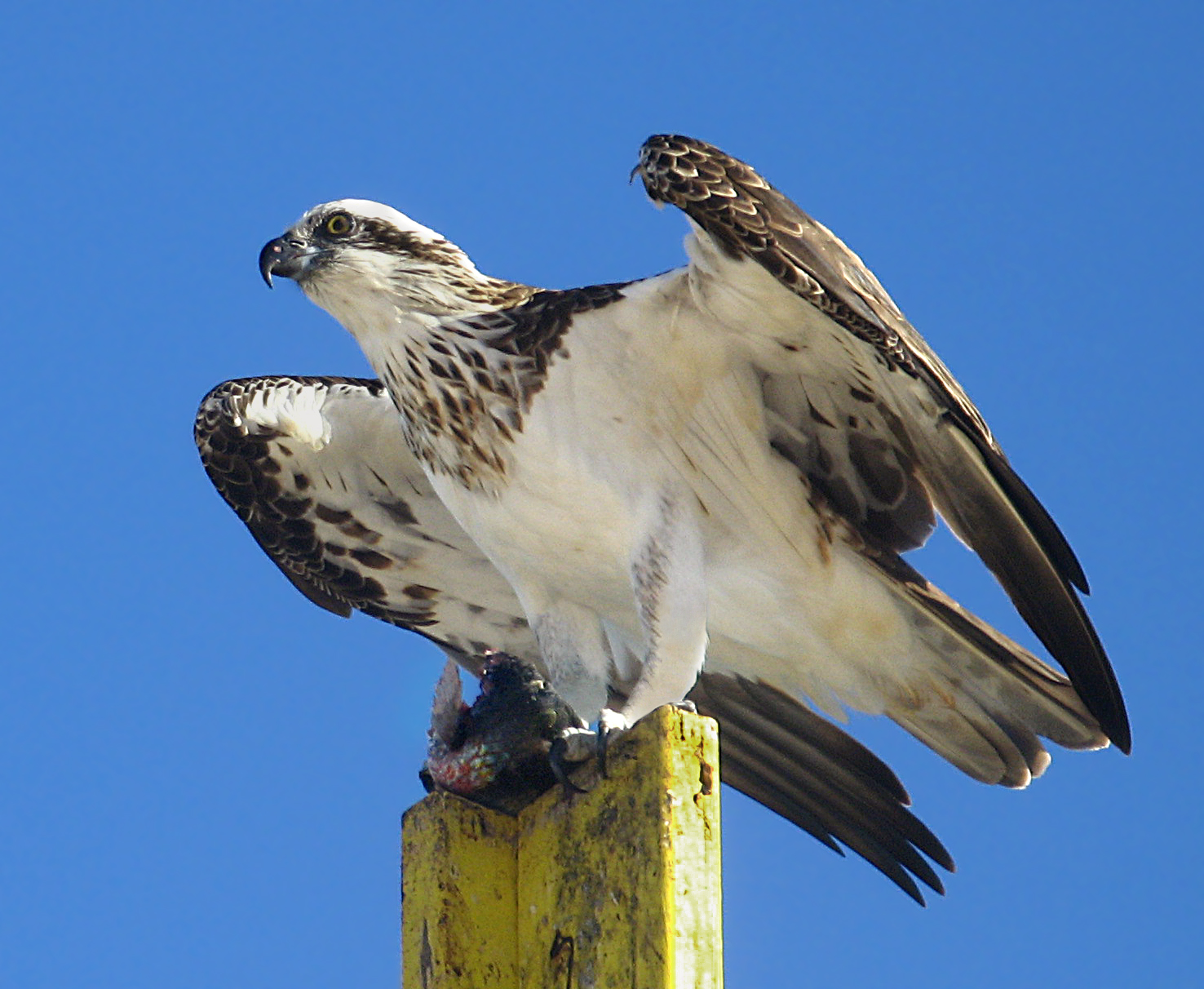
العقاب الأسترالي "وايلد بانديون"

أقامت طيور الحدأة البرهمية أعشاشها هذا العام وسط أيكة مانجرو كثيفة على مقربة من خليج صغير، يبلغ عمر الصغير الوحيد عدة أسابيع وأخذت له بضع ريشات قاتمة، الحدأة البرهمية يكون لها صغير أو اثنان في العادة وهي تقيم عشًّا جديدًا كل عام وتبطنه بأعواد رقيقة أو أعشاب بحرية أو أخمال أو روق الكتابة أو أوراق نباتات أو حشائش، يرتفع هذا العش عن الأرض عشرين مترًا ويجب أن يصمد أمام الرياح البحرية القوية.
هذا الصغير يقوم بأولى محاولاته لإطعام نفسه، يقوم ذكر الحدأة البرهمية بمعظم الصيد وهذه الطيور قمامة أساسًا في بحث دائم عن الغذاء حيًّا أو ميتًا على الشواطئ أو المسطحات الطينية أو في الماء الضحل، يأتي الذكر بالفريسة إلى غصن قريب من العش فتذهب الأنثى المنتظرة إليه لأخذ الغذاء، إضافة إلى السمك قد يتضمن غذاء الحدأة البرهمية أشياء لذيذة مثل السلطعون والزواحف والضفادع والحشرات وأحيانًا الطيور الصغيرة والقوارض، بقايا السمك المطروح على الشاطئ وجبة مفضلة.
تدفع الحدأة جناحيها إلى الوراء إلى حد التوقف لوهلة ثم تردهما للأمام ثانية لتقوم بحركة رفع فورية، جناحا الحدأة البرهمية الطويلان العريضان منإسبان تمامًا للتحليق، عند رصد الفريسة تطوي جناحيها بصورة جملية وتندفع لأسفل، رغم أن الحدأة أخطأت الهدف فإنها تواصل على ما يبدو حركات تعديل السمكة بين مخالبها ربما كان ذلك فعلاً منعكسًا أو طريقة لتنظيف قدميها.
ربما وجد طائر الشماط على طول الساحل الأسترالي كله تقريبًا، وهو الأكثر براعة بين الطيور صائدة الأسماك، ويعيش في معظم البلدان الأخرى تساعده حركات رأسه للأمام والخلف في قياس المسافات، في الأماكن الأخرى من العالم يوجد في مناطق المياه الداخلية لكن وجوده في أستراليا يقتصر على الخط الساحلي، ولعل ذلك بسبب أسلوبه في الصيد الذي يتطلب سمكًا يسبح قرب سطح ماء صاف وعميق، بداية من حركة الانقضاض التي تكون في الغالب رأسية من ارتفاع عشرين مترًا أو أكثر تبلغ سرعة نزوله إلى الماء سبعين كيلو مترًا في الساعة.

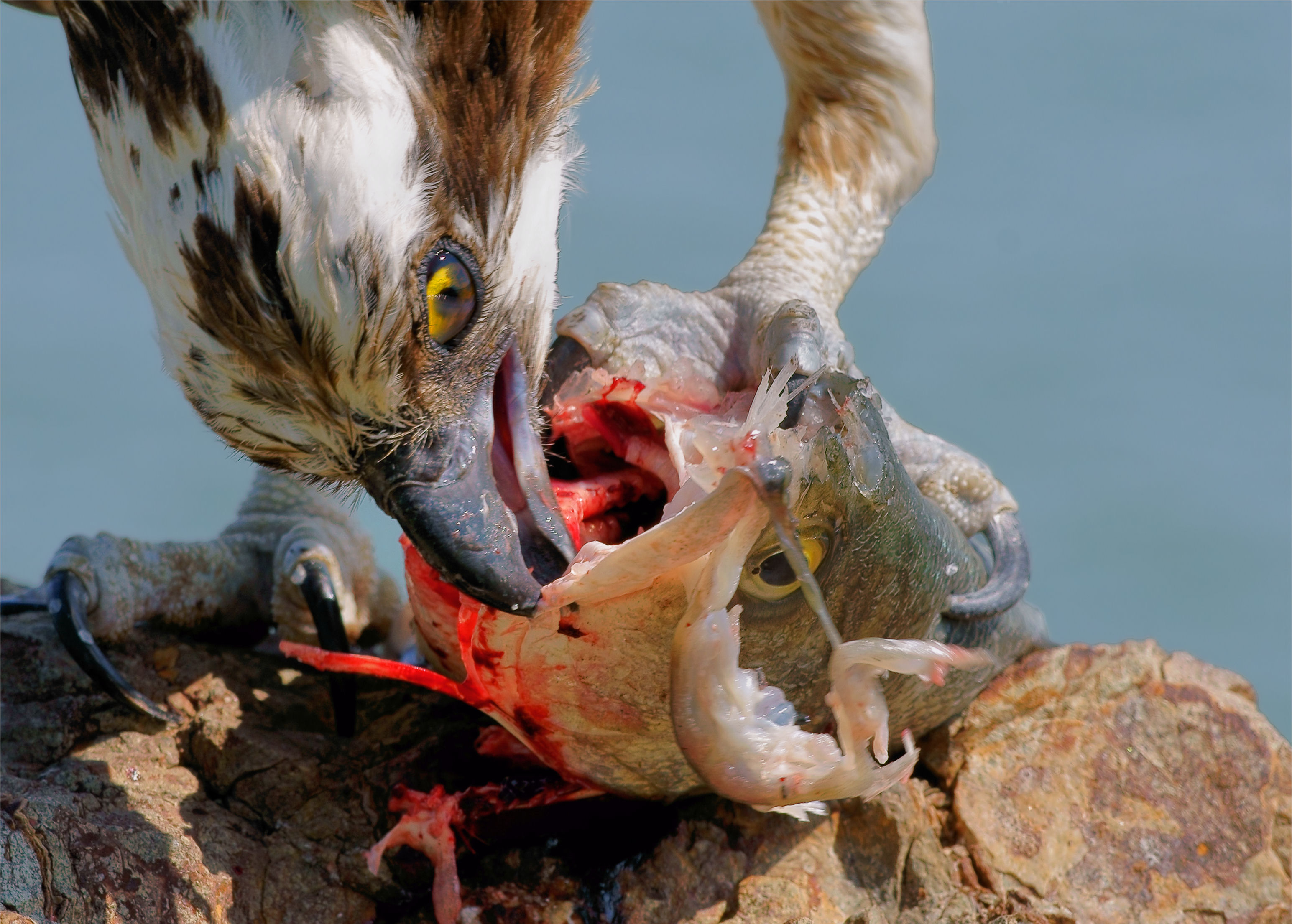
بانديون هالياتوس - خليج سان فرانسيسكو، كاليفورنيا، الولايات المتحدة الأمريكية - يأكل السمك

بحركة بسيطة من الذيل يعدل نهاية مساره، لتقليل مقاومة الماء يدفع جناحيه وذيله للوراء، يمكن للشماط أن يأتي بسمكة على عمق متر تحت السطح، له فتحتا أنف يغلقهما تحت الماء، للشماط طريقة خاصة في تعديل جناحيه تساعده في الخروج من الماء تسمح له مفاصل المرفقين برفع النصف الداخلي للجناح إلى أعلى الظهر مما يمكن الجناح الخارجي من الانثناء للأمام وتوجيه ضربات خلفية قوية للخروج من الماء، ذيله يقوم بعملية بحفظ التوازن من خلال الارتفاع والانخفاض في توافق مع ضربات الجناحين.
ينطلق مع الريح ليكسب ارتفاعًا ويجعل السمك في وضع قذيفة ليقلل من مقاومة الرياح، لتخفيف الوزن ينفض عن نفسه بهمة الماء الزائد رغم أن يفقد قدرًا من الارتفاع خلال هذه العملية، ريشه الزيتي الكثيف المتداخل يجعل نفض الماء سهلاً إنه لا يحتاج إلى تجفيف جناحيه في الشمس كسائر الطيور.

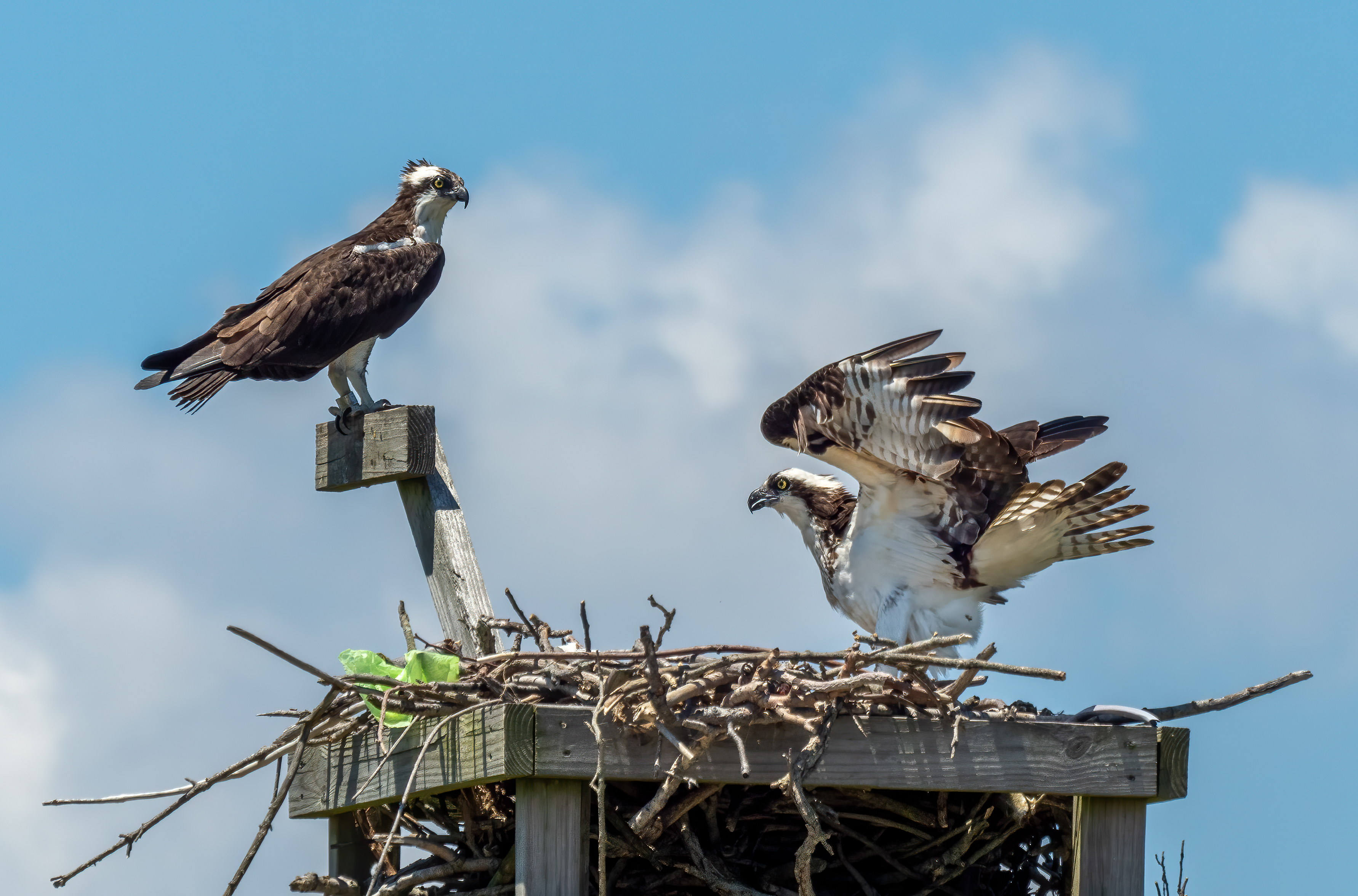
العقاب على منصة في ساندي هوك - نيو جيرسي

لقد اختفى الشماط من المنقطة الجنوبية الشرقية للساحل الأسترالي وهي منطقة كثيفة السكان وجاء اختفاؤه نتيجة أشكال شتى من الإزعاج البشري مثل الصيد بالرصاص وجمع البيض وقطع الأشجار واستخدام المبيدات، يبلغ عمر هذا العش عدة سنوات ويزيد عمقه عن المتر وفي كل عام يضيف الشماط أعوادًا نضرة وبطانة من الأعشاب البحرية والحشائش، الشماط يملك مخالب قوية وطويلة ومقوسة كما أن جلد أصابعه مغطى بأشواك قصيرة وهذا يساعده في الإمساك بالسمك الزلق، الصغار البالغة من العمر خمسة أسابيع تنحني في تذلل لتحصل على الغذاء.
تبدو عيونها أكثر وضوحًا مما هو في سائر الجوارح لعدم وجود حاجب للحماية من المعتقد أن خطوط العينين القاتمة تقلل الوهج المنبعث عن الماء، بعد الغذاء تغمس الأنثى قدميها في الماء لتنظفهما، يمكن لطيور الشماط أن تحمل سمكة تزن كيلو جرام أو نصف وزنها، وفي موسم التزاوج يؤتى بسمكتين إلى سبعة عشر سمكة إلى العش كل يوم، تنجح محاولات الصيد بمعدل مرة من كل أربع محاولات، الأمر يعتمد في جانب كبير منه على الجو وصفاء الماء.

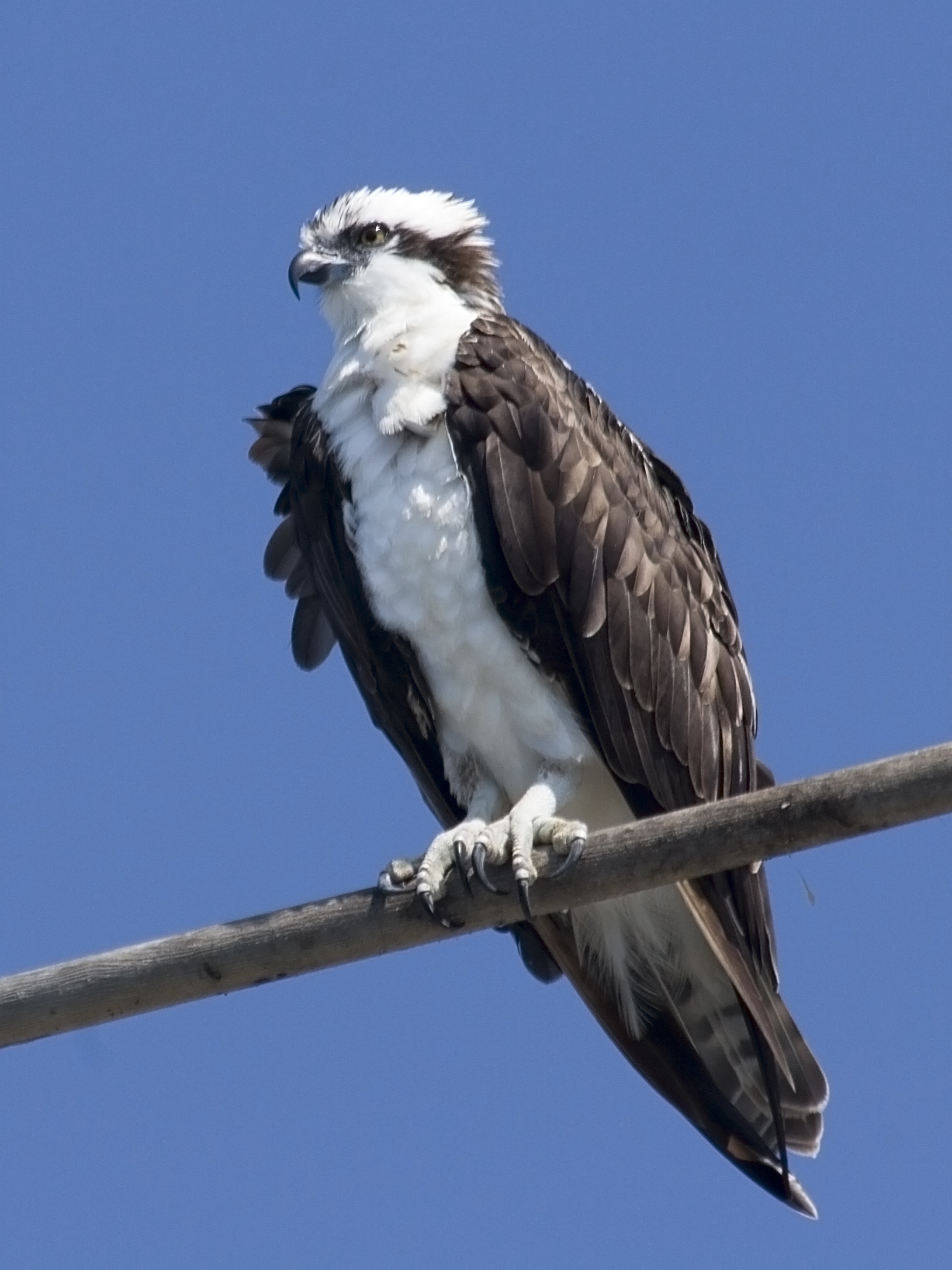
أوسبري بانديون هالياتوس "الشماط" في خليج مورو - كاليفورنيا - الولايات المتحدة الأمريكية.

النسر أو الصقر البحري الأبيض الصدر يأتي في المركز الثاني بين الجوارح الأسترالية من حيث الحجم بعد النسر الإسفيني الذيل، جناحاه العريضان الطويلان اللذان يصل مداهما إلى مترين منإسبان لرقبته وذيله، يقتنص فريسته عادة قرب سطح الماء، يتزاوج النسر الأبيض على طول الخط الساحلي لاستراليا وعلى البحيرات والأنهار في المناطق الداخلية، هذان الزوجان اختارا واحدة من أضخم الأشجار أشجار الصمغ في الغابة لإقامة عشهما، تربي النسور والصقور البحرية صغيرًا أو صغيران في العادة هذا الصغير يبلغ عمره نحو شهر كما هو الحال عند معظم الجوارح تقوم الأنثى الأكبر حجمًا بمعظم التغذية والحضانة.
عند هبوب العاصفة تحاول الأنثى حضانة صغيرًا العنيد وتفرش الريش المنتشر على الجلد الساخن عند صدرها، ما إن يبدأ هطول المطر حتى يسعد الصغير بالاختفاء تحت مظلة أمه، يشترك الطائران في العملية اليومية لجمع أوراق نضرة بتبطين العش، مثلما يفعل الشماط يضيفان مزيدًا من الأعواد في بداية كل موسم، وقد تصبح الأعشاش إنشاءات ضخمة يتجاوز عمقها ثلاثة أمتار، هذا العش يرتفع عن الأرض بتسع عشر مترًا، السبب في الانتشار الواسع نسبيًا للنسور البحرية هو تعدد قدراتها كطيور صيادة وقمامة، إذ يمكنها أن تختار من بين مجموعة واسعة من الفرائس في البحر أو على الأرض.
هذه وجبة مفضلة لهذين الزوجين وقد عثر عليها تتغذى في مياه ضحلة دافئة، سحبت الفريسة النسر أو الصقر البحري إلى الأمام فصار عليه أن يستخدم جناحيه القويين في انتشال نفسه، إنه ممسك بـ«إنقليس» بين مخالبه، مثل الشماط تتمتع بسطح شوكي خشن لقدميه للإمساك بالفريسة الزلقة، بطاقة التعريف التي ثبتت إلى جناحه وهو صغير هي جزء من دراسة عملية للنسور البحرية تقوم بها إدارة المصايد والحياة البرية التابعة لحكومة فيكتوريا.
«الإنقليس» قد يكفي كغذاء للصغير يومين، عند الصيد يكون النسر البحري قادرًا على اقتناص الفريسة دون أن يفقد كثيرًا من قوة اندفاعه، يبلغ طول هذا «الإنقليس» الضخم مترًا مما يجعل من الصعب على النسر الحفاظ على ارتفاعه، يمكن للنسور البحرية أن تطير بسرعة مما يمكنها من التغلب على الفريسة، وهي رغم ضخامتها تتميز بالقدرة على المناورة والصيد في الغابة، تشن هجومها عادة من مجثم بعد انتظار وصبر طويلين، هذا الأرنب يتمكن من النجاة من النسر البحري بدخوله تحت أوراق كثيفة متدلية على الأرض.
يسجل النسر البحري والصقر البحري أعلى درجات النجاح حينما يمكنه استخدام السرعة والستار في مباغتة الفريسة، يعود الذكر بمعظم الأرنب ويرحل، وتأتي الأنثى لإطعام الصغير، يكفي الأرنب كغذاء للأسرة يومًا، عند بلوغ الصغير ثلاثة أسابيع يبدأ في التقاط الغذاء بنفسه، عند بلوغه ثمانية أسابيع يصبح الصغير في مثل حجم أبويه تقريبًا ويستهلك نفس الكمية من الغذاء، ينقر أمه برفق ليحثها على إطعامه، حوصلة الصغير الواقعة تحت حلقه امتلأت تقريبًا، يزين نفسه بأخذ زيت من غدة عند قاعدة ذيله ودهنه على ريشه، سيغادر العش قريبًا إلى مجثم على الأغصان المحيطة ويبدأ أولى محاولات الطيران.

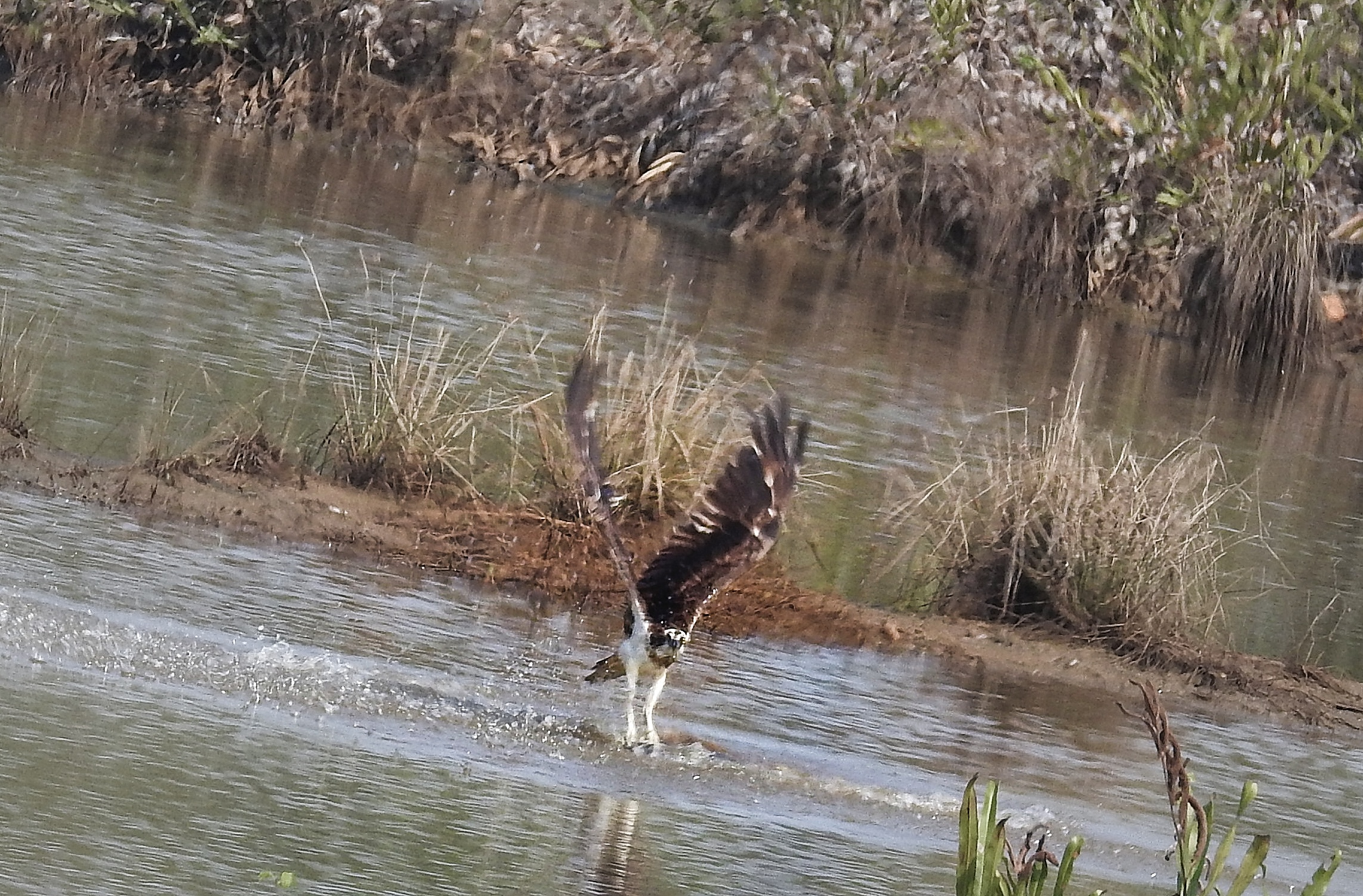
العقاب أثناء صيده للسمك

عندما تبلغ فراخ الشماط خمسين يومًا من العمر تكون في مثل حجم أبائها ويكون لها نفس الريش تقريبًا، يظل الأبوان مشغولين بإطعامها وربما جيء بأكثر من مائتي سمكة إلى العش في هذه المرحلة، أحد الصغيرين يجرب جناحيه على حساب أخيه الأقل نشاطًا، طائرا الحدأة البرهمية يقومان الآن بأعمال صيد أقل، فصغيرهما الذي أصبح عمره شهرين ونصف الشهر بدأ يصطاد لنفسه، سيمر ثمانية عشر شهرًا آخر قبل أن يصبح له مثل ريش أبويه وستمر ثلاث سنوات قبل أن يتزاوج.
تواجه صغار الشماط أخطارًا خاصة عند تعلمها الصيد فبعضها ينكسر جناحاه خلال الحركات الانقضاضية والبعض الآخر يغرق أو تلتف عليه الحشائش البحرية، أو يحاول اصطياد سمكة أكبر من إمكانياته لكن بعد حوالي شهر من التدريب يتعلم صغار الشماط البالغة من العمر ثلاثة أشهر العديد من المهارات التي تجعلها أبرع الطيور صائدة الأسماك.